# Faltyjanki
Faltyjanki (deutsch Faltianken) ist ein Ort in der polnischen Woiwodschaft Ermland-Masuren. Er gehört zur Gmina Miłomłyn (Stadt- und Landgemeinde Liebemühl) im Powiat Ostródzki (Kreis Osterode in Ostpreußen).

## Geographische Lage
Faltyjanki liegt nordwestlich des Jezioro Faltyjańskie (deutsch Faltianker See) im Westen der Woiwodschaft Ermland-Masuren, sieben Kilometer nordwestlich der Kreisstadt Ostróda (deutsch Osterode in Ostpreußen).

## Geschichte
Der Ort Faltianken bestand aus ein paar kleinen Gehöften und gehörte bis 1945 zur  Stadt Liebemühl (polnisch Miłomłyn) im Kreis Osterode in Ostpreußen. 1874 wurde die Forstkolonie Faltianken in den Amtsbezirk Taberbrück (polnisch Tabórz) eingegliedert, aber bereits 1884 in den Amtsbezirk Bieberswalde (polnisch Liwa) umgegliedert und 1908 dem Amtsbezirk Prinzwald (polnisch Barcinek) zugeordnet.
1945 wurde Faltianken mit dem gesamten südlichen Ostpreußen in Kriegsfolge Polen zugeordnet. Der Ort erhielt die polnische Namensform „Faltyjanki“ und ist in die Stadt- und Landgemeinde Miłomłyn (Liebemühl) im Powiat Ostródzki (Kreis Osterode in Ostpreußen) eingegliedert, bis 1998 der Woiwodschaft Olsztyn, seither der Woiwodschaft Ermland-Masuren mit Sitz in Olsztyn (Allenstein) zugehörig.

## Kirche
Bis 1945 war Faltianken in die evangelische Pfarrkirche Liebemühl in der Kirchenprovinz Ostpreußen der Kirche der Altpreußischen Union, sowie in die römisch-katholische Kirche dieser Stadt eingepfarrt.
Heute gehört Faltyjanki katholischerseits immer noch zur St.-Bartholomäus-Kirche in der jetzt „Miłomłyn“ genannten und dem Bistum Elbląg (Elbing) zugeordneten Stadt, evangelischerseits zur Stadt Ostróda (Osterode in Ostpreußen) in der Diözese Masuren der Evangelisch-Augsburgischen Kirche in Polen.

## Verkehr
Faltyjanki liegt am Endpunkt einer Nebenstraße, die von Liwa (Bieberswalde) über Lubień (Grünort) dorthin führt. Eine Bahnanbindung besteht nicht.